# 前野風哉
前野 風哉（まえの ふうや、1996年7月8日 - ）は、日本の体操選手。
千葉県出身。
鹿屋体育大学を卒業後、セントラルスポーツの所属選手となった。
インドネシア・ジャカルタで開催された2018年アジア競技大会における体操競技の団体総合で銀メダルを獲得した。